# Yomiuri Giants
Yomiuri Giants (読売ジャイアンツ Yomiuri Jaiantsu, trước là Yomiuri Kyojingun (読売巨人軍 Yomiuri Kyojingun)) là một CLB bóng chày chuyên nghiệp trực thuộc nhánh giải Central League của Giải Bóng chày Chuyên nghiệp Nhật Bản (NPB). Ngụ tại quận Bunkyo, họ là một trong hai CLB tại Tokyo. Sân nhà của đội là Tokyo Dome từ mùa giải 1988 tới nay. 
Đội Giants là CLB thể thao chuyên nghiệp lâu đời nhất cũng như thành công nhất tại Nhật Bản, với 22 chức vô địch Nippon Series và 9 chức vô địch Giải bóng chày Nhật Bản, giải đấu tiền thân của NPB. Với truyền thống được xem là đại diện khu vực Kanto, kình địch với đội Giants là CLB Hanshin Tigers, đội được xem là đại diện cho vùng Kansai. Yomiuri Giants cũng được xem là "New York Yankees của phương Đông" do những tương đồng về mức độ nổi tiếng, bề dày thành tích thống trị trong quá khứ, và ấn tượng cả yêu lẫn ghét mãnh liệt trong lòng người hâm mộ. (Những người chỉ hâm mộ đội bóng địa phương của họ thường vô cùng ghét đội Giants; ngược lại, đội Giants nổi tiếng tới mức sở hữu lượng fan đông đảo ngay trong lòng địa phương của các CLB khác.)
Truyền thông phương Tây vẫn thường xuyên gọi CLB này với cái tên Tokyo Giants (đây là tên được Lefty O'Doul, một cựu cầu thủ MLB đề xuất vào thập niên 1930), nhưng tên này đã không còn hiệu lực tại Nhật Bản từ lâu . Thay vào đó, ngày nay CLB đã chuyển sang mang tên doanh nghiệp sở hữu ở đầu thay vì địa phương (Tokyo), tương tự như Hanshin Tigers hay Orix Buffaloes. Tuy nhiên, đối với người hâm mộ và các tít bài báo, CLB thường được nhắc tới với cái tên Kyojin (巨人, nghĩa là người khổng lồ), thay vì tên doanh nghiệp hay biệt danh chính thức bằng tiếng Anh.
Tên và đồng phục của CLB Yomiuri Giant được lấy cảm hứng từ CLB New York (nay là San Francisco) Giants. Sự tương đồng bao gồm màu áo phối đen/cam cũng như font chữ trên ngực áo và biểu trưng mũ, tương tự với đồng phục New York Giants vào thập niên 1930, và đồng phục San Francisco Giants sau này vào thập niên 1970.

## Cơ cấu chủ sở hữu
CLB thuộc sở hữu của Yomiuri Shimbun, tập đoàn truyền thông lớn nhất Nhật Bản, sở hữu tờ báo cùng tên và đài truyền hình Nippon Television Network (với sở hữu bao gồm kênh Nippon TV).